# Iso Säynätjärvi (sjö i Joutsa, Mellersta Finland)
Iso Säynätjärvi är en sjö i kommunen Joutsa i landskapet Mellersta Finland i Finland. Arean är 47 hektar och strandlinjen är 5,54 kilometer lång. Sjön  ingår i Kymmene älvs huvudavrinningsområde.   Den ligger omkring 37 kilometer sydöst om Jyväskylä och omkring 210 kilometer norr om Helsingfors. 